# Abu l-Faraj al-Tayyib
Abū l-Faraj ʿAbd Allāh al-Ṭayyib (in arabo ﺍﺑﻮ ﺍﻟﻔﺮﺝ ﻋﺒﺪالله ﺍﻟﻄﻴﺐ‎?; 980 – Baghdad, 1043) è stato un medico e teologo arabo.
Nestoriano, operò a Baghdad e fu autore di un'esposizione dei punti del credo cristiano nestoriano circa la Trinità (al-Fiqh al-Naṣraniyya, "Il Diritto della Cristianità"), e un apprezzato commentatore di Aristotele e delle opere mediche di Ippocrate e Galeno.
In Occidente divenne noto sotto il nome di Abbefagar, Albefagar o Abelfarag.
Suo allievo fu ʿAlī ibn ʿĪsā al-Kaḥḥāl.